# Chicago Film Critics Association Awards 2011
24. ročník předávání cen asociace Chicago Film Critics Association se konal dne 19. prosince 2011.

## Vítězové a nominovaní

### Nejlepší film
Strom života
- Drive
- Děti moje
- Umělec
- Hugo a jeho velký objev

### Nejlepší režisér
Terrence Malick – Strom života
- Michel Hazanavicius – Umělec
- Martin Scorsese – Hugo a jeho velký objev
- Alexander Payne – Děti moje
- Nicolas Winding Refn – Drive

### Nejlepší adaptovaný scénář
Steven Zaillian a Aaron Sorkin – Moneyball
- Alexander Payne, Nat Faxon a Jim Rash – Děti moje
- Hossein Amini – Drive
- John Logan – Hugo a jeho velký objev
- Bridget O'IConnor a Peter Straughan – Tintinova dobrudružství

### Nejlepší původní scénář
Michel Hazanavicius – Umělec
- Woody Allen – Půlnoc v Paříži
- Terrence Malick – Strom života
- Asghar Farhadi – Rozchod Nadera a Simin
- Sean Durkin – Martha Marcy May Marlene

### Nejlepší herec v hlavní roli
Michael Shannon – Take Shelter
- George Clooney – Děti moje
- Jean Dujardin – Umělec
- Michael Fassbender – Stud
- Gary Oldman – Jeden musí z kola ven

### Nejlepší herečka v hlavní roli
Michelle Williamsová – Můj týden s Marilyn
- Meryl Streep – Železná lady
- Elizabeth Olsen – Martha Marcy May Marlene
- Kirsten Dunst – Melancholia
- Anna Paquin – Margaret

### Nejlepší herec ve vedlejší roli
Albert Brooks – Drive
- Christopher Plummer – Začátky
- Nick Nolte – Warrior
- Patton Oswalt – Znovu a jinak
- Brad Pitt – Strom života

### Nejlepší herečka ve vedlejší roli
Jessica Chastainová – Černobílý svět
- Shailene Woodley – Děti moje
- Octavia Spencer – Černobílý svět
- Melissa McCarthy – Ženy sobě
- Carey Mulligan – Stud

### Nejlepší dokument
The Interrupters
- Příběh života a smrti
- Jeskyně zapomenutých snů
- Pina
- Nim
- Tabloid

### Nejlepší animovaný film
Rango
- Medvídek Pú
- Kocour v botách
- Velká vánoční jízda
- Tintinova dobrudružství

### Nejlepší kamera
Emmanuel Lubezki – Strom života
- Robert Richardson – Hugo a jeho velký objev
- Janusz Kamiński – Válečný kůň
- Newton Thomas Sigel – Drive
- Manuel Alberto Claro – Melancholia

### Nejlepší skladatel
Cliff Marinez – Drive
- Ludovic Bource – Umělec
- Trent Reznor a Atticus Ross – Muži, kteří nenávidí ženy
- The Chemical Brothers – Hanna
- Howard Shore – Hugo a jeho velký objev

### Nejlepší cizojazyčný film
Rozchod Nadera a Simin (Írán)
- Kůže, kterou nosím (Španělsko)
- Lepší svět (Dánsko/Švédsko)
- Požáry (Kanada)
- Strýček Búnmí (Thajsko)

### Nejslibnější filmař
Sean Durkin – Martha Marcy May Marlene
- J. C. Chandor – Margin Call
- Simon Curtis – Můj týden s Marilyn
- Drake Doremus – Zamilovaní
- Tate Taylor – Černobílý svět

### Nejslibnější umělec
Elizabeth Olsen – Martha Marcy May Marlene
- Liana Liberato – Trust
- Brit Marling – Jiná země
- Hunter McCracken – Strom života
- Shailene Woodley – Děti moje